# Efflatounaria
Efflatounaria is een geslacht van neteldieren uit de klasse van de Anthozoa (bloemdieren).

## Soorten
- Efflatounaria alba Verseveldt, 1977
- Efflatounaria nana Hickson, 1931
- Efflatounaria tottoni Gohar, 1939